# Severino de Nórica
Severino de Nórica (Roma, 410 - ?, 8 de janeiro de 482) é um santo católico, que viveu no século V. Sua biografia foi escrita por seu discípulo Eugípio.

## Biografia
Severino nasceu no ano de 410, na cidade Roma. De família nobre, era um homem polido e falava latim como ninguém. Entretanto, preferiu a pobreza, a humildade e a caridade como opção de vida. Viveu durante as invasões bárbaras e, em meio a esse cenário, soube viver o Evangelho e semear a boa nova do Reino de Deus.
Em 454, Severino vai até a Nórica, perto do Rio Danúbio, fronteira com o então mundo pagão. Lá, o jovem cristão tem contato com os pagãos, acolhe-os em virtude das invasões e da destruição causada pelos bárbaros. Dessa forma, converte muitas pessoas ao cristianismo. Sua vida itinerante fez fundar vários mosteiros. Segundo a tradição, ele possuía o dom da profecia, e salvou várias cidades dos ataques bárbaros quando antevia a destruição e alertava a população, salvando, assim, muitas vidas.
Morreu em 8 de janeiro de 482. Em seu leito de morte, disse "Todo ser que tem vida, a deve ao Senhor! (Salmo 150)". 
Sua festa litúrgica é celebrada em 8 de janeiro.